# Lesignano de' Bagni
Lesignano de' Bagni es un municipio situado en la provincia de Parma, en Emilia-Romaña (Italia). Tiene una población estimada, en octubre de 2023, de 5102 habitantes.

## Demografía
| Gráfica de evolución demográfica de Lesignano de' Bagni entre 1861 y 2023 |
|                                                                           |
| Fuente: ISTAT - Elaboración gráfica de Wikipedia                          |